# Hermy Concordance
Hermy Concordance är en bifigur i "Nilson Groundthumper" en komisk fabeldjursserie som utspelar sig i ett medeltida Europa, skapad av japan-amerikanen Stan Sakai.
Nilson är en svärdsvingande hjälte som vandrar runt och hamnar i spännande äventyr och Hermy är hans trogne följeslagare.

## Utgivning

### Originalutgivning
Historien om Nilson och Hermy trycktes första gången i tidningen Albedo nr 1, 1984, och har därefter publicerats i ett flertal antologier samt varit andraserie i Usagi Yojimbo. 

### Svensk utgivning
"Nilson Groundthumper" gick i Sverige i serietidningen Usagi Yojimbo som utgavs av Epix Förlag 1991–92. 

### Gästspel
Nilson och Hermy har gästspelat i andra serier, till exempel i Equine the Uncivilized nr 6, 1989.